# Fisiología renal
La fisiología renal es el estudio de la fisiología de los riñones. La función principal del riñón es la regulación del medio interno mediante la excreción, de agua y metabolitos, así como la retención de anabolitos que el organismo necesita; además, tiene una función endocrina secretando renina, calicreina, eritropoyetina y prostaglandinas.

## Secreción de hormonas
- Secreción de eritropoyetina, que regula la producción de eritrocitos en la médula ósea.
- Secreción de renina, que es una parte clave del sistema renina-angiotensina-aldosterona.
- Secreción de las formas activas de la Vitamina D, calcitriol, y prostaglandinas.

## Homeostasis Extracelular
El riñón es responsable del mantenimiento del equilibrio de varias sustancias:
| Sustancia     | Descripción | Túbulo proximal                                                                                                 | Asa de Henle                                                                                      | Túbulo Distal                                   | Ducto colector |
| Glucosa       | Si la glucosa no es reabsorbida por el riñón, ésta aparece en la orina, en una condición conocida como glucosuria. Generalmente, esto está asociado con la diabetes mellitus. Al pasar los 180-220mg de glicemia en la sangre, comienza a aparecer glucosa en la orina, siendo el máximo de reabsorción 320mg.Cuando se pasa este nivel, toda la glucosa sobrante se elimina mediante la orina | La reabsorción casi del 100% mediante las proteínas con transporte sodio-glucosa (Apical) y GLUT (basolateral). | -                                                                                                 | -                                               | - |
| Aminoácidos   | Casi completamente conservada. | Reabsorción | -                                                                                                 | -                                               | - |
| Urea          | Regulación de la Osmolalidad. Varía con la hormona ADH | Reabsorción (50%) mediante transporte pasivo                                                                    | secreción                                                                                         | -                                               | Reabsorción en los ductos medulares |
| Sodio         | Usa un intercambiador Sodio-Potasio, Simportador Sodio-Glucosa, Canales iónicos de Sodio (menos) y canal de sodio epitelial | Reabsorción (65%, isosmótico)                                                                                   | Reabsorción (25%, grueso ascendente, Simportador Na-K-2Cl)                                        | Reabsorción (5%, simportador sodio-cloruro NCC) | Reabsorción (5%, células principales), estimulado por aldosterona                                                                      |
| Cloruro       | Usualmente sigue al Sodio. Transcelularmente activo y paracelularmente pasivo. | Reabsorción | Reabsorción (Delgado ascendente, Grueso ascendente, Simportador Na-K-2Cl)                         | Reabsorción (Simportador Sodio-Cloruro NCC)     | - |
| Agua          | Usa Acuaporina. Ver también diuréticos. | Reabsorción de alrededor del 65%                                                                                | Reabsorción del 20% aproximadamente (descendente) por AQP1                                        | -                                               | Reabsorción de menos del 10%(con ADH, mediante ADH-R2, la que trasloca y activa los canales AQP2)                                      |
| Bicarbonato   | Ayuda a mantener el equilibrio ácido-base. | Reabsorción (80-90%)                                                                                            | Reabsorción (Grueso Ascendente)                                                                   | -                                               | Secreción (células intercaladas, mediante band 3 y pendrina)                                                                           |
| Hidrogeniones | Usa H+ATPasa vacuolar | - | -                                                                                                 | -                                               | Secreción (células intercaladas) |
| Potasio       | Varía según las necesidades dietarias. | Reabsorción (65%)                                                                                               | Reabsorción (20%, Grueso Ascendente, Simportador Na-K-2Cl)                                        | -                                               | Secreción (común, mediante Na+/K+-ATPasa, incrementada por la aldosterona), o Reabsorción (rara vez, con una hidrógeno potasio ATPasa) |
| Calcio        | Usa Ca+2-ATPasa, Intercambiador Sodio-Calcio | Reabsorción (Hormona Paratiroidea)                                                                              | Reabsorción (Grueso Ascendente) mediante Hormona Paratiroidea transporte pasivo                   | -                                               | - |
| Magnesio      | Calcio y Magnesio compiten, y un exceso de uno de ellos puede llevar a la excreción del otro. | Reabsorción | Reabsorción (Grueso Ascendente) por gradiente electroquímica dependiente de la absorción de sodio | Reabsorción                                     | - |
| Fosfato       | Excretado como ácido titulable*. | Reabsorción (85%) mediante Cotransportador Sodio/Fosfato. Puede inhibirse por la hormona paratiroidea (PTH).    | -                                                                                                 | -                                               | - |

- Ácido titulable: es un término que describe los ácidos como el ácido fosfórico o el ácido sulfúrico, los cuales están involucrados en la fisiología renal. Su uso excluye explícitamente al amonio (NH4+) como una fuente de ácido, y es parte del cálculo de la excreción neta de ácidos. El término proviene del uso del NaOH en la titulación ácido-base para estimar la cantidad de ácido titulable.[10]

## Equilibrio ácido-base
Artículo Principal: Equilibrio ácido-base
El cuerpo es muy sensible al valor de pH. Fuera del rango de pH que es compatible con la vida, las proteínas son desnaturalizadas y digeridas, las enzimas pierden su habilidad para funcionar, y el cuerpo es incapaz de sostenerse. Los riñones mantienen el equilibrio ácido-base con la regulación del pH del plasma sanguíneo. Las ganancias y pérdidas de ácido y base deben ser equilibradas. Los ácidos se dividen en "ácidos volátiles" y "ácidos fijos"
El principal punto de control para el mantenimiento del equilibrio estable es la excreción renal. El riñón es dirigido hacia la excreción o retención de sodio mediante la acción de la aldosterona, la hormona antidiurética(ADH o arginina-vasopresina), el péptido natriurético atrial(ANP), y otras hormonas. Los rangos anormales de la excreción fraccional de sodio pueden implicar la necrosis tubular aguda o la disfunción glomerular.

## Mecanismos de la función renal
La habilidad del riñón para realizar muchas de sus funciones depende de tres funciones fundamentales de filtración, reabsorción, y secreción.

### Filtración
La sangre es filtrada por las nefronas, las unidades funcionales del riñón. Cada proteínas plasmáticas insignificantes para entrar al espacio de Bowman. La filtración es conducida por las Fuerzas de Starling.
El ultrafiltrado sigue a su vez, por el túbulo proximal, el Asa de Henle, el túbulo contorneado distal , y una serie de ductos colectores para formar la orina.

#### Factores que modifican el índice de filtración ==
El índice de filtración glomerular permanece habitualmente casi constante hora tras hora, variando muy poco por encima y por debajo del valor de 125ml/min para ambos riñones
1. Presión glomerular.
2. Presión coloidosmótica plasmática.
3. Presión en la cápsula de Bowman.

- Efecto del flujo sanguíneo renal: el aumento del flujo sanguíneo a través de las nefronas aumenta de forma muy importante el índice de filtración glomerular. A mayor flujo, mayor presión.
- En flujo sanguíneo renal normal: se filtra aproximadamente un 20% del plasma a través de la membrana glomerular, así la concentración de proteínas plasmáticas aumenta de forma muy importante cuando la sangre sale del glomérulo, elevando en consecuencia la presión oncótica, esta presión en ascenso influye de forma definitiva en la reducción del filtrado glomerular.
- Contracción de la arteriola aferente: produce un descenso del flujo sanguíneo glomerular, disminuyendo la presión del glomérulo (hidrostática) y reduce el índice de FG.
- La dilatación de la arteriola aferente: aumenta el índice de FG y la presión hidrostática.
- Contracción de la arteriola eferente (leve): aumenta la resistencia a la salida de la sangre al exterior del glomérulo, en consecuencia, aumenta la presión intraglomerular y aumenta ligeramente el índice de filtración glomerular.
- Contracción de la arteriola eferente (intenso): el plasma permanecerá más tiempo en el glomérulo, aumentando la proporción filtrada, esto eleva la presión oncotica plasmática hasta niveles excesivos determinando una disminución del filtrado glomerular.

### Reabsorción tubular
La reabsorción tubular es el proceso por el cual los solutos y el agua son removidos desde el fluido tubular y transportados en la sangre. Es llamado reabsorción (y no absorción) porque estas sustancias han sido absorbidas ya una vez (particularmente en los intestinos).
La reabsorción es un proceso de dos etapas que comienza con la extracción activa o pasiva de sustancias desde el fluido tubular hacia el intersticio renal (el tejido conectivo que rodea las nefronas), y luego el transporte de estas sustancias desde el intersticio hacia el torrente sanguíneo. Estos procesos de transporte son conducidos por las Fuerzas de Starling, por difusión, y por Transporte Activo.

#### Umbral plasmático renal
El umbral plasmático renal es la mínima concentración en el plasma sanguíneo de una sustancia que resulta en la excreción de dicha sustancia en orina.
Por ejemplo, el umbral plasmático renal para la glucosa es 180 mg/dL. La glucosuria (azúcar en orina) resulta cuando la concentración plasmática alcanza y excede el umbral plasmático renal de la glucosa. Cuando la concentración plasmática de glucosa es muy alta, la glucosa filtrada puede saturar sus portadores y alcanzar el transporte máximo de esa molécula. Cualquier cantidad que pase el transporte máximo continuará a través de los túbulos renales y será excretado en orina. Cabe destacar la diferencia entre umbral plasmático renal y transporte máximo, en el caso de la glucosa, este último es de 320mg, en donde si la concentración es superior se comienza a eliminar la glucosa de manera proporcionalmente directa a su concentración en el plasma ( situación en que todos los transportadores están saturados). Esto difiere del comportamiento del umbral renal, en el que pasado los 180mg, comienza una curva de excreción no lineal.

#### Reabsorción indirecta
En algunos casos, la reabsorción es indirecta en el agua del riñón. Por ejemplo, el bicarbonato (HCO3-) no tiene un transportador, por tanto su reabsorción involucra una serie de reacciones en el lúmen del túbulo y el epitelio tubular. Comienza con la secreción activa de hidrogenión (H+) dentro del fluido tubular mediante un intercambiador Na/H:
- En el lúmen
  - El H+ se combina con HCO3- para formar ácido carbónico (H2CO3)
  - La anhidrasa carbónica luminal convierte enzimáticamente H2O y CO2 en H2CO3
  - CO2 difunde libremente hacia la célula.
- En la célula epitelial
  - La AC citoplasmática convierte el CO2 y H2O (que es abundante en la célula) en H2CO3
  - H2CO3 se disoccia fácilmente a H+ y HCO3-
  - HCO3- es facilitado fuera de las membranas basolaterales de las células.

#### Hormonas
Algunas hormonas regulatorias claves para la reabsorción:
- aldosterona, que estimula la reabsorción activa de sodio a nivel distal y por medio de la estimulación de la bomba Na+/K+ Atpasa. Indirectamente, estimula la secreción de potasio a través de los canales ROMK en el extremo distal del túbulo
- hormona antidiurética, que estimula la reabsorción pasiva de agua, además del canal NCC y la reabsorción de urea a nivel distal en los canales UT1.
- Angiotensina II y Adrenalina, estimula la reabsorción a nivel proximal, al estimular las bombas Na+/K+ y el contraporte Na+/H+.

Ambas hormonas ejercen sus efectos principalmente en túbulo contorneado distal y túbulo colector.